# Emmanuel Nguyễn Văn Triệu
Emmanuel Xavier Nguyễn Văn Triệu là một linh mục tử đạo dưới triều vua Cảnh Thịnh nhà Tây Sơn, được Giáo hội Công giáo tuyên hiển thánh vào năm 1988. Ông sinh năm 1756 tại làng Kim Long, thành Phú Xuân, khi ấy thuộc Địa phận Đông Đàng Ngoài, nay là phường Kim Long, quận Phú Xuân, thành phố Huế, thuộc Tổng giáo phận Huế. Cha là Nguyễn Văn Lương, một võ quan Công giáo theo Chúa Nguyễn, tử trận trong cuộc chiến với anh em nhà Tây Sơn. Ông sống với mẹ ở Thợ Đúc và gia nhập quân đội lúc 15 tuổi. Năm 1786, Tây Sơn tái chiếm Phú Xuân, ông theo quân Trịnh Khải rút về Thăng Long rồi từ giã binh nghiệp khi Tây Sơn chiếm Thăng Long, diệt được họ Trịnh.  
Ông được Giám mục Manuel Obellar Khâm O.P. nhận vào Chủng viện Trung Linh. Ngày 7 tháng 8 năm 1798, Cảnh Thịnh ban hành chiếu chỉ lùng bắt các thừa sai và đạo trưởng. Khi lùng xét Nhà phước Mến Thánh Giá Thợ Đúc, họ bắt được ông. Giờ Ngọ ngày 17 tháng 9 năm 1798, ông bị xử trảm tại pháp trường Bãi Dâu, thi thể an táng trong nhà thờ họ đạo Dương Sơn. Ngày 21 tháng 7 năm 1996, Tổng giám mục Huế Stêphanô Nguyễn Như Thể cho đưa hài cốt ông sang giáo xứ Thợ Đúc. Phần xương đầu vẫn được lưu giữ tại nhà thờ giáo xứ Dương Sơn, Tổng giáo phận Huế. 